# HAL Prachand
El HAL Light Combat Helicopter (LCH) (en español: "Helicóptero Ligero de Combate") es un helicóptero de ataque que está siendo desarrollado en la India por la compañía aeronáutica Hindustan Aeronautics Limited (HAL) para uso de la Fuerza Aérea India y el Ejército Indio.

## Desarrollo
Desde los años 1980 la industria aeronáutica india lleva tratando de desarrollar un helicóptero de ataque. El impulso definitivo llegó con la Guerra de Kargil (1999), donde quedaron patentes numerosas carencias en lo tocante a los distintos tipos de helicópteros capaces de operar en altitudes extremas. Los únicos helicópteros capaces fueron los helicópteros HAL Cheetah y Chetak. Los Mil Mi-17 Hip, utilizados en misiones de apoyo, se se demostraron incapaces de operar a gran altura. Los Mi-24/35 ratificaron lo ya descubierto en Afganistán, a gran altura únicamente pudieron realizar vuelos a gran velocidad y en línea recta. El ejército expresó la necesidad de contar con un helicóptero de ataque, capaz de operar en las montañas del noreste de India.
En Aero India del año 2003, HAL mostró una maqueta a escala real de un helicóptero ligero de ataque, era su venta para un programa más serio. En 2006 HAL anunció un proyecto de desarrollo para la Fuerza Aérea y Ejército de Tierra, cada uno con sus propios requisitos. Así empezó el LCH, Light Combat Helicopter.  Hubo numerosos y distintos retrasos en el programa, tanto por la empresa como por los subcontratidtas locales que debian proporcionar ciertos equipos. Por ello se decidió que el diseño se basaría en el ALH (Advanced Light Helicopter), que estaba entrando en servicio y que había sido desarrollado con la asistencia de la empresa alemana MBB. Además se contrató a la empresa  francesa Turbomeca, para diseñar una planta propulsora derivada de la utilizada en el ALH, la turbina Shatki 1H1. Todo este ayudaría a mantener los costes de desarrollo lo más reducidos posibles.
El LHC está diseñado para cumplir misiones contra infantería, fortificaciones y blindados, siendo capaz de operar a gran altitud (16.300 pies). HAL esperaba equipar a la Fuerza Aérea India con alrededor de 65 aeronaves a principios de 2010. El helicóptero se decidió fuera propulsado por un motor Shakti desarrollado por HAL con ayuda deTurbomeca. Esta aeronave estará equipada con un sistema de puntería montado en casco (HMD), sistemas de guerra electrónica (EW) y un sistema avanzado de armas.
En 2006 HAL seleccionó el cañón M621 integrado a una torreta Nexter THL 20 como arma fija del helicóptero, operado mediante una mira montada en casco. HAL completó la fase de desarrollo y probó el helicóptero en vuelo en marzo de 2009, con un retraso de tres meses sobre la fecha previa de diciembre de 2008. Pero el programa encontró problemas y se produjeron  retrasos debido al exceso de peso que presentaba el primer prototipo, denominado como TD-1. Tres prototipos estaba previsto que fueran construidos. La segunda versión estará provista con armamento antes de su vuelo de prueba. La Fuerza Aérea India será provista con el tercer prototipo para pruebas. El primer vuelo tuvo lugar el 29 de marzo de 2010 y tras muchas pruebas el primer ejemplar de serie entró en servicio en las Fuerzas Armadas Indias en 2021. Se espera entregar unis 162 LCH, repartidos entre la Fuerza Aérea y el Ejército de India.
El LCH incorporará una serie de características furtivas y un tren de aterrizaje reforzado para incrementar su supervivencia. El LCH tiene un fuselaje esbelto, con dos plazas para la tripulación y cabina sobrepresurizada para proteger a los ocupantes de condiciones NRBQ (nucleares, radiológicas, biológicas y químicas). Junto con el Mil Mi-24/35 y el gigantesco Mi-26, son los únicos helicópteros del mundo con cabina presurizada que se han producido en serie.
El costo del desarrollo del proyecto se halla fijado en sólo 3.766,7 millones de rupias, ya que es básicamente un derivado del HAL Dhruv actualmente ingresado en las fuerzas armadas. El primer prototipo tiene planeado realizar su vuelo inicial en marzo de 2009. De acuerdo con HAL, el HLC debería estar listo para diciembre de 2010.
El 26 de agosto de 2017, se inauguró la línea de producción en serie.

## Componentes

### Electrónica

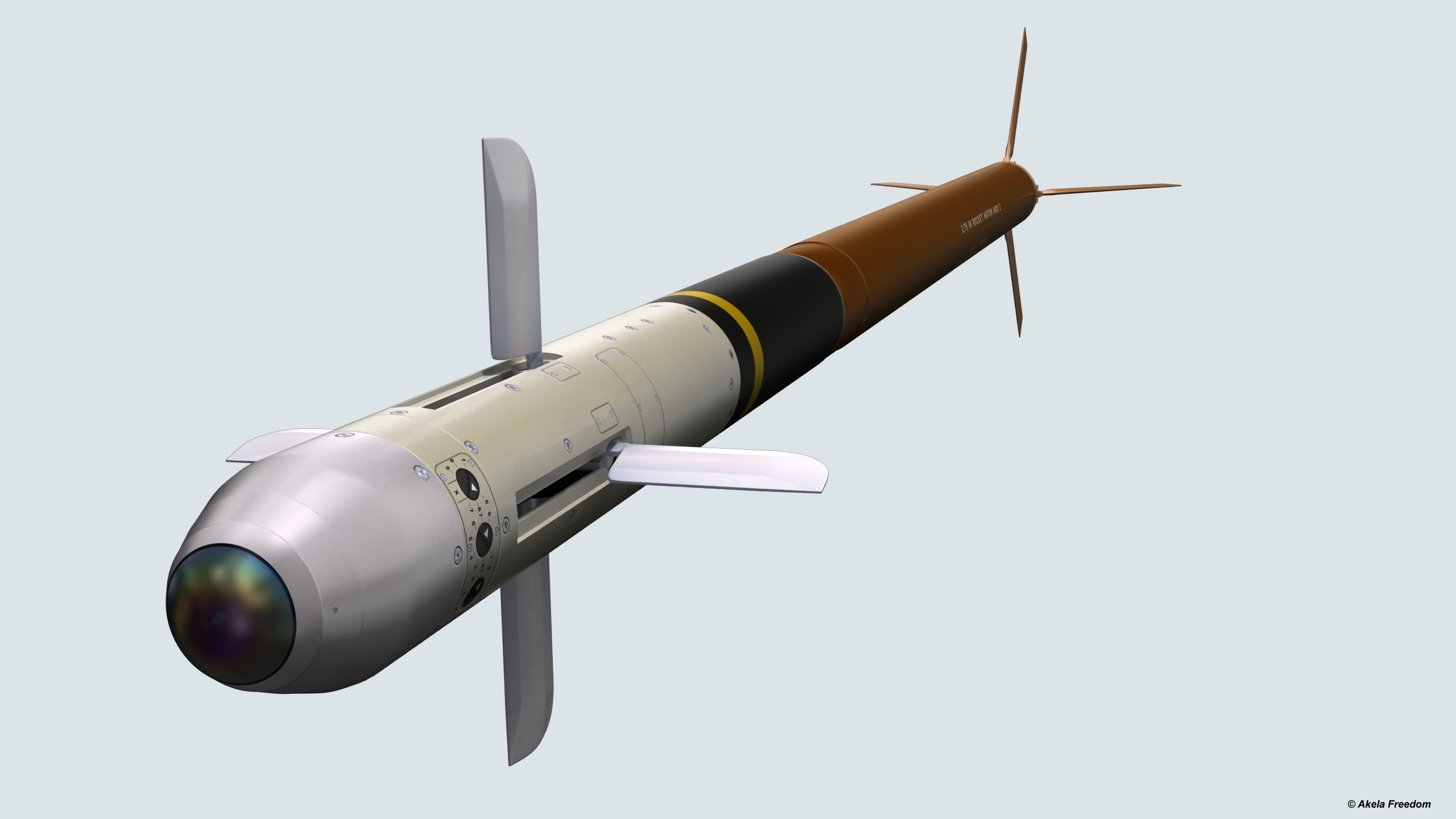
FZ275 LGR

| Sistema                                           | País   | Fabricante | Notas                    |
| ------------------------------------------------- | ------ | ---------- | ------------------------ |
| Redes de datos                                    |        |            | MIL-STD-1553B, ARINC 429 |
| HMD                                               | Israel | Elbit      | JEDEYE                   |
| Torreta de reconocimiento y búsqueda de objetivos | Israel | Elbit      | CoMPASS                  |

### Armamento

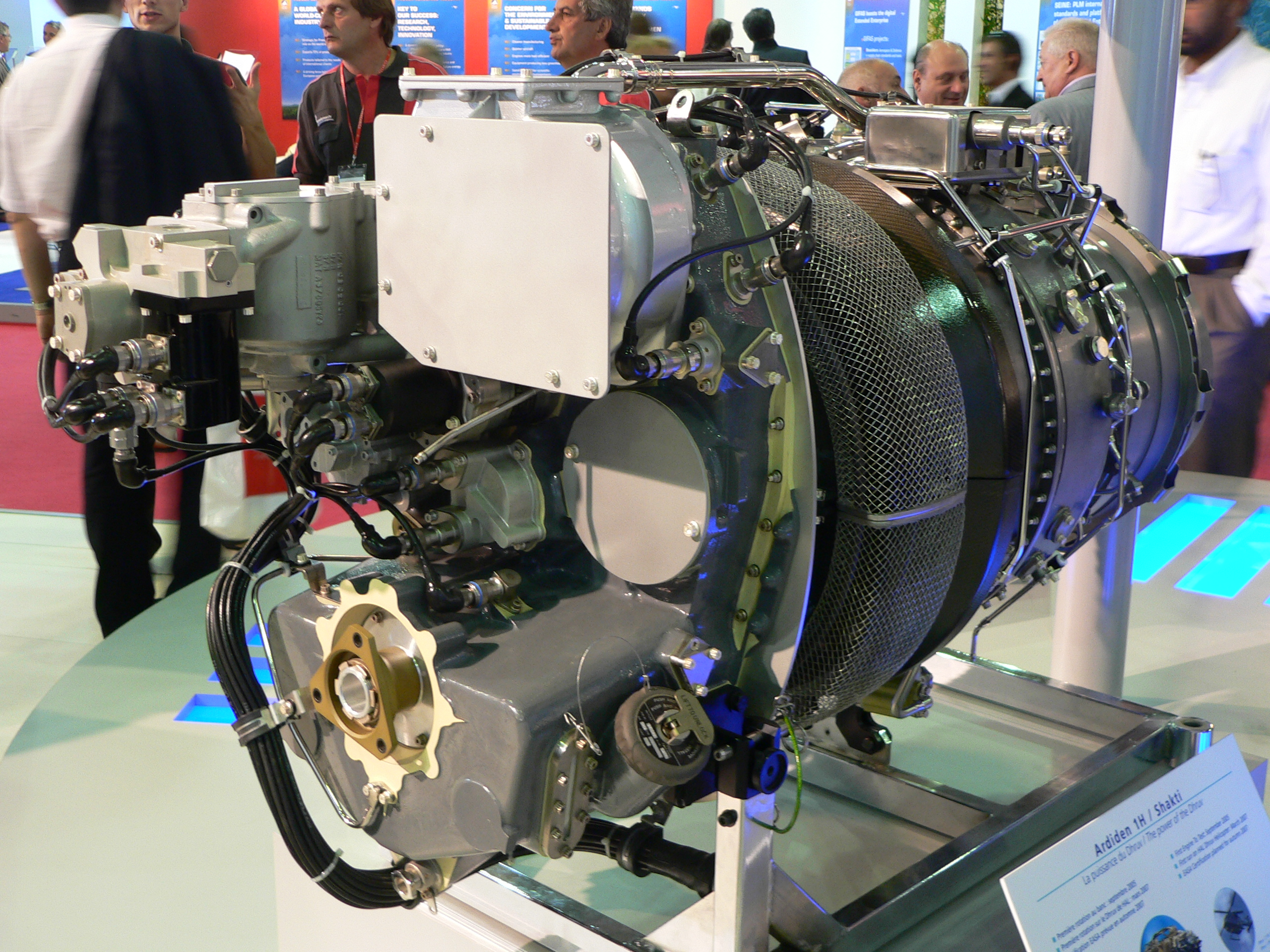
Shakti

| Sistema                                               | País    | Fabricante          | Notas                   |
| ----------------------------------------------------- | ------- | ------------------- | ----------------------- |
| Cañón                                                 | Francia | GIAT/Nexter         | 1 × Cañón M621 de 20 mm |
| Cohete guiado por láser aire-tierra FZ275 LGR de 70mm | Bélgica | Forges de Zeebrugge |                         |
| Misil aire-aire Mistral                               | Francia | MBDA                |                         |

### Propulsión
| Sistema | País          | Fabricante                              | Notas                        |
| ------- | ------------- | --------------------------------------- | ---------------------------- |
| Motor   | Francia India | Turbomeca Hindustan Aeronautics Limited | 2 × HAL/Turbomeca Shakti 1H1 |

## Operadores
India
- Fuerza Aérea India: 10 entregados, 65 planificados.[3]
  - Jodhpur Air Force Station
    - N.º 143 Helicopter Unit (Dhanush) (2022)[4]
- Ejército Indio: 5 entregados, 95 planificados. El Ejército indio planea tener siete escuadrones de LCH, cada uno con 10 helicópteros. Estas unidades se desplegsean en las zonas montañosas de la fronteras de la India en el Himalaya.[3]
  - Missamari Army Aviation Base[5]
    - 351 Army Aviation Squadron (2022)[6]

## Especificaciones
Referencia datos: Data from Globalsecurity 2013 www.globalsecurity.org/military/world/india/lch-specs.htm

### Características generales
- Tripulación: 2
- Longitud: 15,8 m (51,8 ft)
- Diámetro rotor principal: 13,3 m (43,6 ft)
- Altura: 4,7 m (15,4 ft)
- Área circular: 138,9 m² (1495,1 ft²)
- Peso vacío: 2250 kg (4959 lb)
- Peso útil: 3350 kg (7383,4 lb)
- Peso máximo al despegue: 5800 kg (12 783,2 lb)
- Planta motriz: 2× Turboeje HAL/Turbomeca Shakti.
  - Potencia: 1067 kW (1471 HP; 1451 CV) cada uno.
- Hélices: Rotor principal y de cola cuatripalas.

### Rendimiento
- Velocidad nunca excedida (Vne): 330 km/h (205 MPH; 178 kt)
- Velocidad máxima operativa (Vno): 268 km/h (167 MPH; 145 kt)
- Alcance: 700 km (378 nmi; 435 mi)
- Techo de vuelo: 6500 m (21 325 ft)
- Régimen de ascenso: 12 m/s (2362 ft/min)
- Carga del rotor: 39.59
- Potencia/peso: 327

### Armamento
- Cañones: 1× cañón automático M261 de 20 mm montado sobre la torreta Nexter THL-20
- Cohetes: 

  - Cohetes de calibre 60/80 mm
- Misiles: 

  - Misiles de la firma MBDA de los tipos AAM y ASM
  - Misil antitanque Helina

### Desarrollos relacionados
- HAL Dhruv
- HAL Light Observation Helicopter

### Aeronaves similares
- AH-1 Cobra
- AH-64 Apache
- Denel AH-2 Rooivalk
- AgustaWestland AW129 Mangusta
- Eurocopter EC 665 Tigre
- Kamov Ka-50 Black Shark
- Mil Mi-24
- Mil Mi-28
- CAIC WZ-10